# 张晓洋
张晓洋（John Xiao Zhang，1949年9月1日—），英国学者。出生于长春市，中英双语小说作家，歐洲華文作家協會會員。

## 生平
张晓洋1949年9月1日出生于中国吉林长春市，1977年考入吉林大学中文系，硕士毕业后到北京语言大学从事教学与研究。1988年到英国南安普顿大学攻读博士学位，入籍后一直居住在英国，写作和研究。

## 著作
在中国和美国出版过学术著作。在英国出版了以文革为背景的爱情小说《穿越红色暴风雨》三部曲。
英文版：
- 1，Sailing across the Red Storm
- 2，Floating and Sinking on the Sea of Officialdom
- 3，Battling the Wind and Waves on the Sea of Commerce

中文版：
- 《穿越红色暴风雨》
- 《宦海沉浮》
- 《商海风云》

学术著作 英文《莎士比亚在中国》